# Rijksbeschermd gezicht Abbenbroek
Gezicht Abbenbroek is een van rijkswege beschermd dorpsgezicht in Abbenbroek in de Nederlandse provincie Zuid-Holland. De procedure voor aanwijzing werd gestart op 3 februari 2005. Het gebied werd op 21 februari 2007 definitief aangewezen. Het beschermd gezicht beslaat een oppervlakte van 4,8 hectare.
Panden die binnen een beschermd gezicht vallen krijgen niet automatisch de status van beschermd monument. Wel zal de gemeente het bestemmingsplan aanpassen om nieuwe ontwikkelingen in het gebied te reguleren. De gezichtsbescherming richt zich op de stedenbouwkundige en cultuurhistorische waardering van een gebied en wil het toekomstig functioneren daarvan veiligstellen.